# Stephen Van Rensselaer
Stephen Van Rensselaer III est un militaire américain né le 1er novembre 1764 à New York et mort le 26 janvier 1839.
Il combattit avec le grade de major-général durant la guerre de 1812. Il fut lieutenant gouverneur de l'État de New York.
Il est le fondateur de l'université technique Rensselaer Polytechnic Institute située à Troy dans l'État de New York.

## Jeunesse

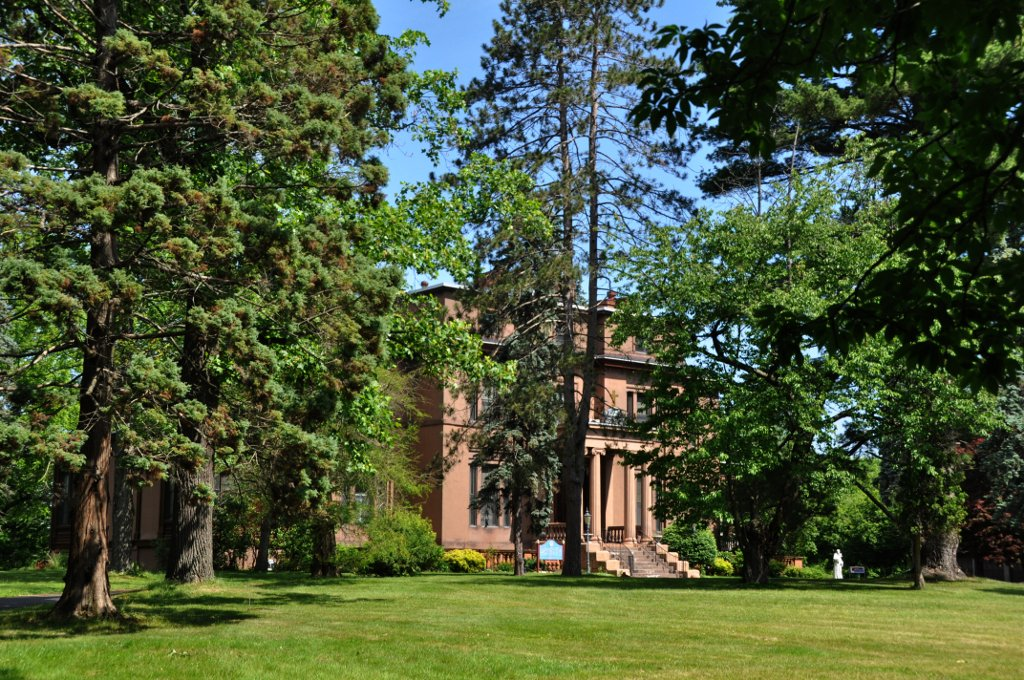
Le manoir Beverwyck était la demeure ancestrale des Rensselaer.

Van Rensselaer est le fils aîné de Stephen van Rensselaer II (1742–1769), héritier du domaine de Rensselaerswyck, vaste plantation de l’arrière-pays de New York accordée par les États de Hollande à son aïeul Kiliaen van Rensselaer (1586–1643). Sa mère, Catharina Livingston, était une fille de Philip Livingston, qui avait été l'un des signataires de la Déclaration d'indépendance. Sa famille était donc très riche, et la demeure familiale, le manoir Beverwyck, constituait un cadre privilégié ; mais son père mourut en 1769, alors que le jeune Van Rensselaer n'avait encore que cinq ans.
Van Rensselaer grandit donc entouré de son grand-père, de sa mère et de l'homme qu'elle avait épousé en 1775, le Rev. Eilardus Westerlo (1738-1790). Après la mort prématurée de Stephen Van Rensselaer, le domaine fut administré par un oncle, Abraham Ten Broeck . Dès son plus jeune âge, Van Rensselaer fut formé à succéder à son père comme propriétaire. Son frère cadet, Philip S. Van Rensselaer (1767–1824), fut plus tard maire d'Albany de 1799 à 1816 puis de 1819 à 1820.
Van Rensselaer s'inscrivit au Collège du New Jersey (l'actuelle Princeton) ; cet établissement, menacé par les éclats de la Révolution américaine, fut alors transféré à Harvard College, où le jeune homme reçut sa licence ès Arts en 1782,.

## Le rentier
À l'âge de 21 ans, Van Rensselaer prit possession du domaine de Rensselaerswyck, qui s'étendait sur 3 072 km2. Il voulait en tirer un bon profit, mais reculait devant l'idée de vendre des terres : aussi préféra-t-il affermer une multitude de parcelles à des baux modiques ; Van Rensselaer en tira un bénéfice régulier, tout en permettant aux fermiers (il y en eut plus de 80 000) de développer leur exploitation sans la contrainte de rembourser un emprunt.
Au Recensement des États de 1790, van Rensselaer possédait encore 15 esclaves, mais au moment du Recensement des États de 1830, il n'en avait plus aucun, en conformité avec la loi d'émancipation progressive, selon laquelle tous les esclaves de l’État de New York seraient affranchis avant 1827. Van Rensselaer milita par la suite pour que les Afro-Américains puissent remigrer vers les colonies d'Afrique comme le Liberia, et il occupa les fonctions de vice-président de l'Albany Auxiliary Society et de l'American Colonization Society,.
En 1791, Van Rensselaer fut l'un des fondateurs de la Bibliothèque publique d'Albany (Albany Public Library), dont il fut l'un des administrateurs. En 1797, il fut l'un des sociétaires de la compagnie routière d'Albany et Schenectady.

## Carrière politique

### Candidat fédéraliste à New York
Siégeant parmi les Fédéralistes, Van Rensselaer fut membre de l'Assemblée de l'État de New York de 1789 à 1791, et du Sénat de l'État de New York de 1791 à 1796.
Il fut élu Lieutenant-gouverneur de l'État de New York de 1795 à 1801, en même temps que le gouverneur John Jay. En tant qu'homme politique, Van Rensselaer, par ses prises de position en faveur de l'élargissement du droit de vote et son combat contre les conservateurs de l’État, se fit une réputation de réformateur. En 1801, Van Rensselaer présida l'Assemblée constituante de l’État et fut candidat des Federalistes pour le poste de gouverneur de New York mais perdit contre George Clinton par 20 843 voix contre 24 808.
Ardent partisan de la construction d'un canal reliant l'Hudson au lac Érié, il dirigea une commission à cette fin en 1810, qui montra tous les bénéfices de cette infrastructure à l'assemblée en 1811. Van Rensselaer siégea pendant 23 ans à la Commission du Canal Érié (1816–1839), et en fut président pendant 14 ans. En 1821, il fut membre de l'assemblée constituante de l’État de New York.
En 1822, il fut porté par suffrage à la Chambre des Représentants, en remplacement de son cousin Solomon, démissionnaire,. Il y siégea du 27 février 1822 au 3 mars 1829 ; au cours des trois dernières sessions, il présidait la Commission à l'Agriculture,.

### Rôle aux élections de 1824
En 1825 Van Rensselaer fit basculer l'élection qui porta John Quincy Adams à la présidence. Comme aucun des quatre candidats n'avait obtenu la majorité à l'Élection présidentielle de 1824, la Chambre des représentants devait voter pour l'un des trois finalistes : Adams, Andrew Jackson ou William H. Crawford. Les députés votèrent d'abord par états, puis chaque état apportait une voix au candidat qui avait recueilli la majorité des suffrages dans la délégation ; il fallait 13 voix pour gagner l'élection. Van Rensselaer avait envisagé de voter pour Crawford, mais son choix se porta finalement sur Adams, qui obtint ainsi la voix de l’État de New York, et totalisa 13 voix, contre sept à Jackson et quatre à Crawford.

## Carrière militaire

### Général de la milice de New York
En 1786, Van Rensselaer fut nommé commandant (major) du régiment d'Albany de la Milice de New York. Il prit la tête du régiment deux ans plus tard, avec le grade de lieutenant-colonel, puis de colonel. En 1801, il était promu Major général et commandant de la division de cavalerie de la milice .

### La guerre anglo-américaine de 1812
Son expérience à la tête de la milice valut à Van Rensselaer de commander l'armée au cours de la Guerre anglo-américaine de 1812.
Lorsqu’éclata la guerre avec la Grande-Bretagne au mois de juin 1812, Van Rensselaer était un éminent candidat Fédéraliste au poste de Gouverneur de l'État de New York ; alors les chefs du Parti républicain-démocrate, dont le Président James Madison et le Gouverneur de New York, Daniel D. Tompkins, imaginèrent un bon moyen d'éloigner leur dangereux concurrent le temps de la campagne : ils lui offrirent de commander le corps d'armée centre de l'Armée américaine, regroupée dans l'ouest de l’État en vue de l'invasion du Canada. Si Van Rensselaer déclinait l'offre, il se discréditerait aux yeux de l'opinion ; et s'il acceptait, il ne pourrait candidater que dans cinq ans au mieux pour le poste de gouverneur.
Van Rensselaer releva le défi ; malgré son grade élevé dans la milice, il était bien conscient de son manque d’expérience en tant que chef d'armée : aussi subordonna-t-il sa commission de général à la nomination de son cousin Solomon, plus aguerri, comme son aide-de-camp. Or le corps d'armée centre comportait pour l'essentiel des recrues inexpérimentées, d'autant qu'en vertu de la Constitution, qui n'assignait à la milice qu'un rôle de maintien de l'ordre public et défensif, il ne devait jamais combattre à l'étranger, donc en particulier au Canada.
Les Britanniques étaient alors en train de fortifier Queenston Heights, et les officiers d'active américains brûlaient d'en découdre alors que leur général, van Rensselaer, préférait n'attaquer qu'avec des troupes suffisamment entraînées. Pour ne rien arranger, le général de brigade Alexander Smyth, secondant de Van Rensselaer, était à la tête d'un fort contingent de l'armée régulière, théoriquement sous les ordres de Van Rensselaer, mais que Smyth refusait de confier à un officier de milice. Confronté à des officiers engagés qui menaçaient de le faire démettre, Van Rensselaer décida de passer à l'action sans tarder.

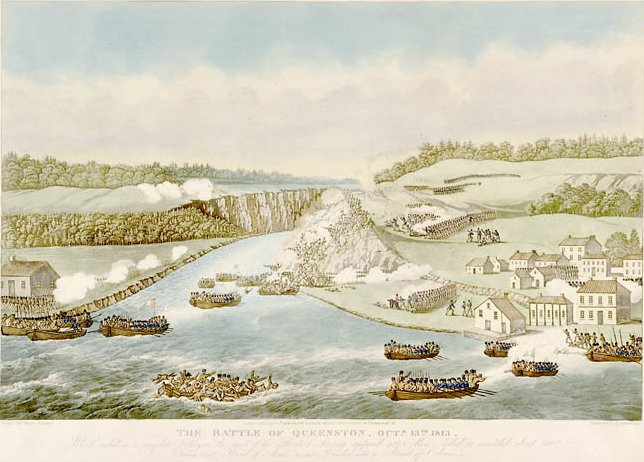
La bataille de Queenston Heights par James B. Dennis dépeint l'échec du débarquement américain du 13 octobre 1812-.

Le 13 octobre 1812, Van Rensselaer lança l'assaut contre les positions britanniques, déclenchant la bataille de Queenston Heights. Malgré l'effet de surprise, cette attaque largement improvisée se solda par une cinglante défaite. Incapable de se procurer suffisamment de bateaux pour faire franchir la Niagara River à ses hommes, il manquait en outre de munitions. En dépit d'un avantage numérique très net sur son ennemi au début du combat, les soldats américains, inexpérimentés, refusèrent pour certains de passer sur la rive canadienne, et lorsqu'il perdit l'avantage, Van Rensselaer ne parvint pas à convaincre les mariniers d'aller rechercher les soldats américains en déroute sur l'autre rive. Son armée fut écrasée par celle des généraux Brock (tué au combat) et Sheaffe.
Cette défaite de Queenston Heights mit un terme à la carrière militaire de Van Rensselaer ; lui-même remit sa démission au gouvernement. Il continua de servir dans la milice de son état, promu même général-en-chef l'année de sa mort. Malgré sa défaite, Van Rensselaer était toujours le candidat Fédéraliste pour le poste de gouverneur en avril 1813 ; il perdit contre Tompkins par 39 713 voix contre 43 324.